# Конвой JW-54B
Конвой JW-54B — арктический конвой времён Второй мировой войны.
JW-54A был отправлен в СССР 22 ноября 1943 года со стратегическими грузами и военной техникой из США, Канады и Великобритании из Лох-Ю. В его состав входило 15 грузовых судов. Прикрытие конвоя осуществлялось несколькими группами кораблей союзников. 2 декабря достиг в Кольского залива. 3 декабря благополучно прибыл в Архангельск. Потерь не имел.